# 레 공황
레 공황(베트남어: Lê Cung Hoàng / 黎 恭皇, 1507년 9월 2일(음력 7월 26일) ~ 1527년 7월 12일(음력 6월 15일))은 대월 후 레 왕조의 제11대 황제(재위: 1522년 ~ 1527년)이다. 이름은 레쑤언(베트남어: Lê Xuân / 黎椿 여춘) 또는 레르(베트남어: Lê Lự / 黎懬 여광)이다. 절일은 흠천성절(欽天聖節)이다.

## 생애
1522년, 권신 막당중이 소종의 폐위를 선포하고 공황을 옹립하였다.
1527년, 막당중에게 양위하였고, 얼마 안가 살해되었다.

## 가계

### 조부모와 부모
- 조부 : 덕종건황제(Đức Tông Kiến Hoàng Đế/德宗建皇帝) 레떤(Lê Tân/黎鑌/여빈)
- 조모 : 휘자황태후(Huy Từ Hoàng Thái Hậu/徽慈皇太后) 찐 티 뚜옌(Trịnh Thị Tuyên/鄭氏瑄/정씨선)
- 부친 : 명종철황제(Minh Tông Triết Hoàng Đế/明宗哲皇帝) 레숭(Lê Sùng/黎漴/여충)
- 모친 : 단목황태후(Đoan Mục Hoàng Thái Hậu/端穆皇太后) 찐 티 로안(Trịnh Thị Loan/鄭氏鸞/정씨란)

### 후비
- 귀비(Quý Phi/貴妃) 완씨(Nguyễn Thị/阮氏)
- 귀비(Quý Phi/貴妃) 도씨(Đào Thị/陶氏)

## 기년
| 공황        | 원년            | 2년        | 3년        | 4년        | 5년        | 6년        |
| ----------- | --------------- | ---------- | ---------- | ---------- | ---------- | ---------- |
| 서력 (西曆) | 1522년          | 1523년     | 1524년     | 1525년     | 1526년     | 1527년     |
| 간지 (干支) | 임오(壬午)      | 계미(癸未) | 갑신(甲申) | 을유(乙酉) | 병술(丙戌) | 정해(丁亥) |
| 연호 (年號) | 통원(統元) 원년 | 2년        | 3년        | 4년        | 5년        | 6년        |

| 전임 소종 | 제11대 대월 후 레 왕조의 황제 1522년 ~ 1527년 | 후임 장종 |